# Misil de crucero

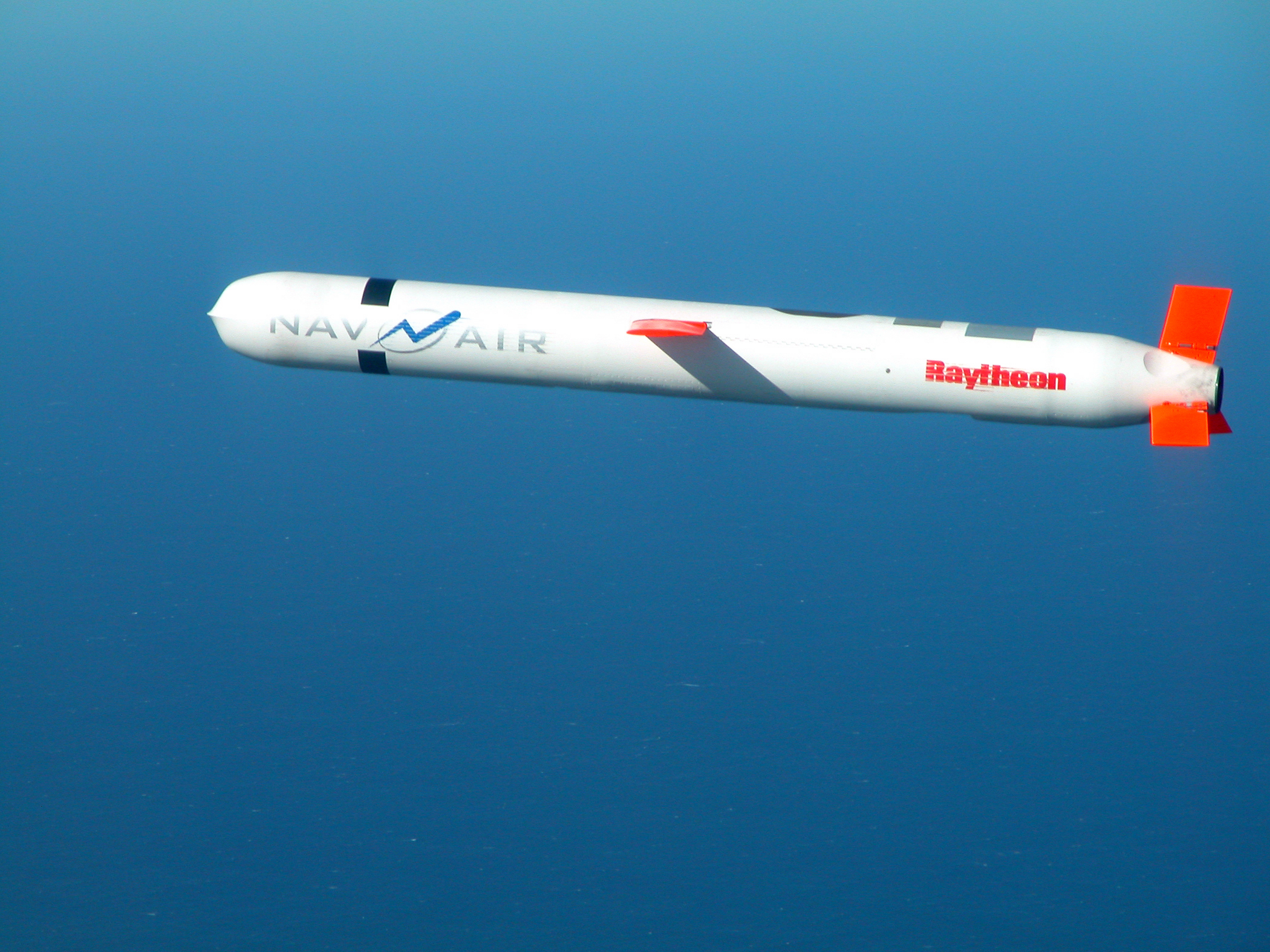
Misil de crucero BGM-109 Tomahawk en pleno vuelo.

Un misil de crucero es un misil que usa alas de elevación y más comúnmente un sistema de propulsión por reactor para permitir un vuelo sostenido. Los misiles de crucero son, en esencia, aviones no tripulados. Por lo general están diseñados para llevar una gran carga de explosivos convencionales o cabezas nucleares a cientos de kilómetros de distancia con una precisión excelente. Actualmente, los modernos misiles de crucero pueden volar a velocidades subsónicas, supersónicas o hipersónica, de manera autónoma y volando a baja cota para evitar ser detectados por los radares enemigos
Hay algunas similitudes entre los misiles y las bombas guiadas. Una bomba guiada, lanzada por un avión, no tiene propulsión y usa la aerodinámica para volar horizontalmente y caer lo más vertical posible sobre el objetivo.

## Desarrollo

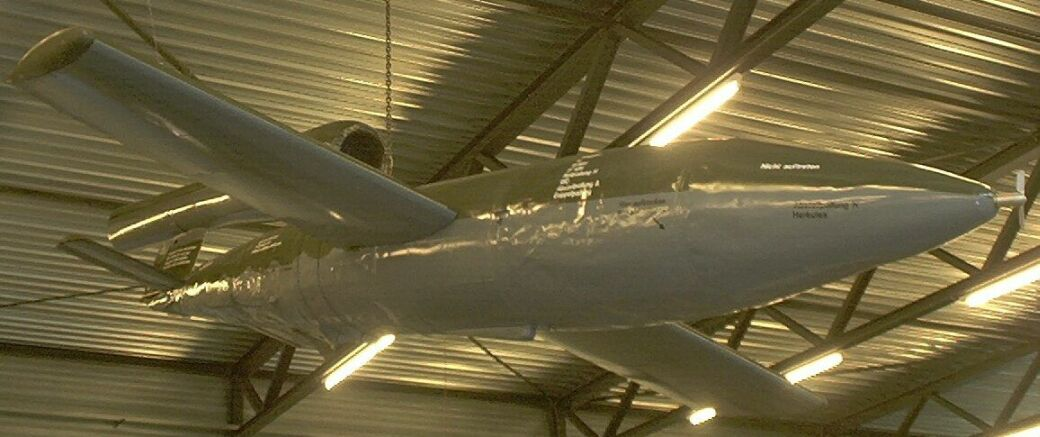
Bomba voladora V1 en un museo, el primer misil de crucero de la historia.

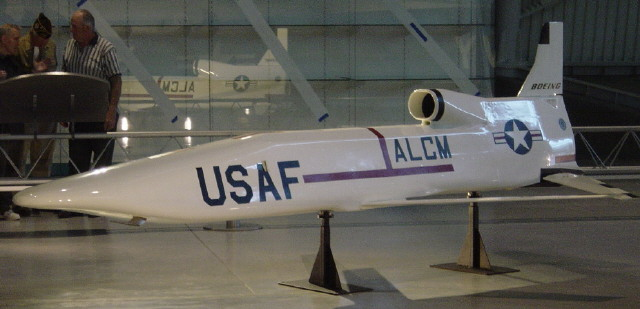
Misil de crucero AGM-86 ALCM, un tipo de misil de crucero lanzado desde el aire, expuesto en un museo.

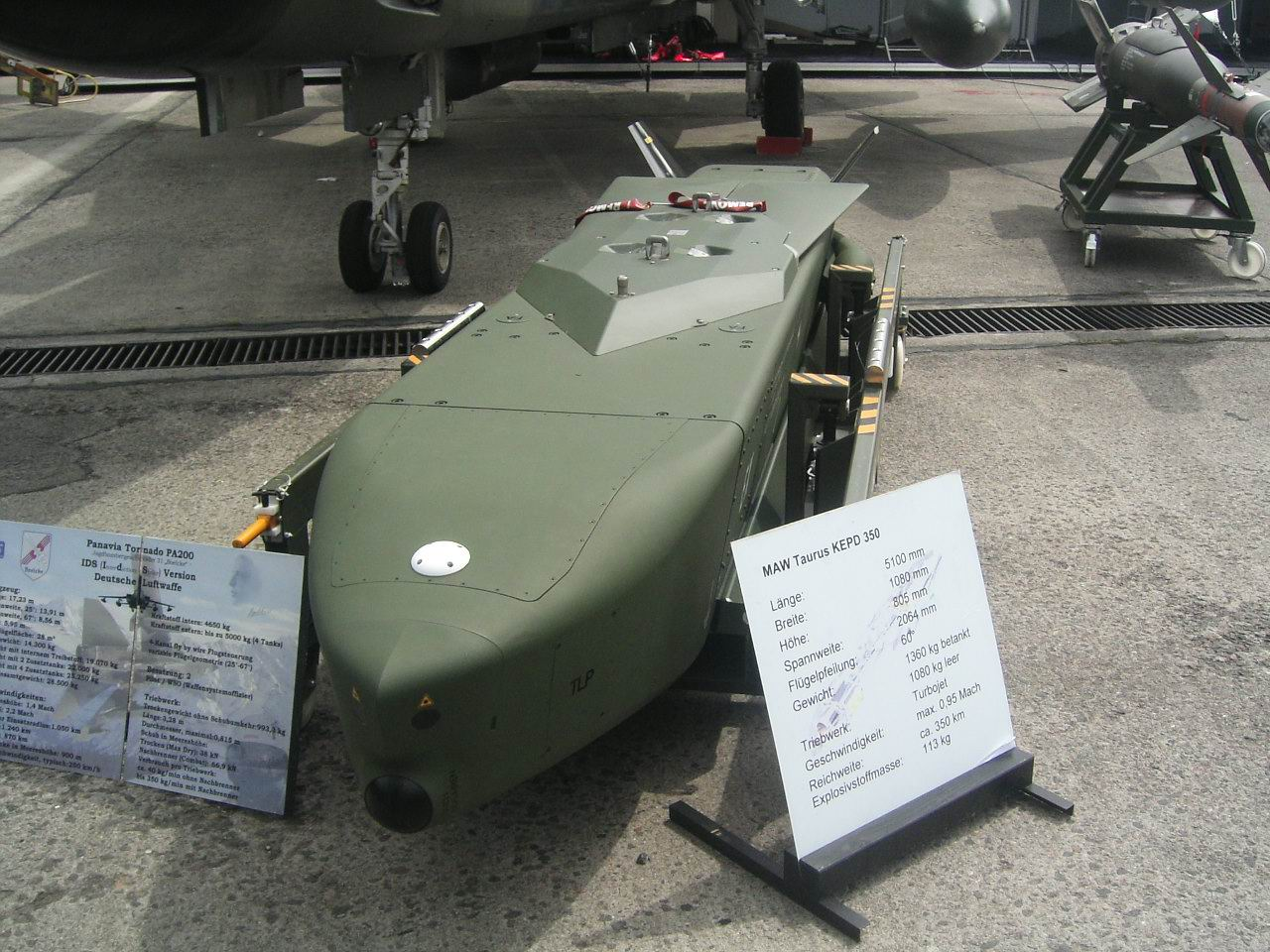
Taurus KEPD 350.

Los misiles de crucero fueron desarrollados por primera vez en Estados Unidos como Kettering Bug en 1918 durante la Primera Guerra Mundial. Sin embargo fueron usados por primera vez por la Alemania nazi durante la Segunda Guerra Mundial. Las V-1 que empezaron a utilizarse en 1944, cuyo diseño era el de una gran bomba con pequeñas alas y un motor montado en el dorsal, usaban un simple sistema de guía inercial. Las V-1 usaban un pulsorreactor Argus 1, cuyo ruido les valió el apodo de «bombabuzz». Los aviones kamikaze japoneses también pueden ser clasificados como misiles de crucero. Estas primeras armas también son conocidas como "bombas volantes".
Durante la Guerra Fría, tanto los Estados Unidos como la Unión Soviética experimentaron con el concepto, desarrollando tempranos misiles de crucero para submarinos y aviones. Los Estados Unidos diseñaron un programa para conseguir misiles de crucero con motores nucleares, el Proyecto Pluto. Aunque el concepto fue sobradamente probado ninguno de los prototipos fue probado en vuelo y descartaron al poco tiempo los proyectos de misiles de crucero ya que tanto los EE. UU. como otros países poseían portaaviones y podían atacar a los enemigos a gran distancia. Esto fue así hasta 1970, con el BGM-109 . Mientras que los misiles balísticos fueron la opción elegida para atacar objetivos terrestres, los misiles de crucero con cabezas nucleares y convencionales fueron vistos por la URSS como el arma principal para atacar a los grupos de batalla de los portaaviones estadounidenses y fueron ellos los primeros en desplegar los misiles de crucero a gran escala. Los grandes submarinos, como los de las clases Echo y Oscar fueron diseñados para llevar estas armas y sorprender a los grupos de combate navales de la marina estadounidense mientras que los grandes bombarderos como el Backfire, el Bear o el Blackjack fueron provistos con estas armas en sus configuraciones como plataformas para ALCM (Air Launched Cruise Missile, misil de crucero lanzado desde el aire).
En el año 2001 el misil BGM-109 (Tomahawk) se convirtió en un arma importante de los arsenales de los Estados Unidos. Este misil de crucero proporciona una extremada precisión a largas distancias, con una cabeza de guerra convencional. Puede ser lanzado desde bombarderos como el B-52 Stratofortress. Tanto el Tomahawk como el viejo AGM-86 (ALCM) fueron muy usados durante la Operación Tormenta del desierto de la guerra del Golfo. La Royal Navy (Marina Británica) usa los Tomahawk especialmente desde sus submarinos nucleares. Las primeras versiones con cabeza de guerra convencional tuvieron su bautismo de fuego en 1999 en la Guerra de Kosovo. Cada misil Tomahawk cuesta casi dos millones de dólares. 
Actualmente los misiles de crucero más conocidos son los ALCM y Tomahawk estadounidenses así como el sustituto del ALCM que es el ACM, mucho más moderno y capaz. La empresa Matra está desarrollando para el ejército francés un misil de crucero llamado APACHE (Arme Propulsée A CHarfe Ejectables, Arma Propulsada con Submuniciones Eyectables) muy importante que tendrá una amplia gama de submuniciones (antipersonal, antipista, contra carro, carga hueca, etc.) con una bodega de carga de 2.2 m capaz de llevar una carga bélica total de 770 kg. Además este misil posee capacidades furtivas (stealth) y es capaz de seguir el perfil del terreno para evitar aún más el radar y tendrá un alcance de 140 km volando a velocidades subsónicas. Otra variante también para el ejército francés es el SCALP (denominado en otros lugares Storm Shadow) con unas capacidades similares pero con un alcance de 600 km y un sensor IR. El SCALP podrá ser llevado por los aviones de combate franceses y tendrá una versión tierra-tierra para ser usado por buques y submarinos. El ejército alemán tiene una propuesta similar al APACHE para la Luftwaffe llamada APACHE-MAW. El más reciente de todos los proyectos es el Storm Shadow desarrollado conjuntamente por MATRA y BAe y tendrá capacidades similares al SCALP.

## Categorías
Los misiles de crucero pueden ser clasificados por tamaño, velocidad (subsónica o supersónica) y alcance, y adicionalmente por método de lanzamiento terrestre, aéreo, desde buques o submarinos. A menudo se fabrican diferentes versiones del mismo misil para ser lanzadas desde diferentes plataformas, algunas veces las versiones lanzadas desde el aire y desde submarinos son más livianas y más pequeñas que las versiones lanzadas desde tierra y desde buques.
Los sistemas de guía pueden variar entre las versiones de los misiles. Algunos de estos pueden estar equipados con una variedad de sistemas de navegación ( navegación inercial, TERCOM o navegación por satélite). Los misiles de crucero más grandes pueden estar equipados ya sea con una cabeza de guerra convencional o nuclear, mientras que los más pequeños solo están equipados con cabezas de guerra convencionales.

### Hipersónico
Un misil de crucero hipersónico viaja a una velocidad de al menos cinco veces la velocidad del sonido. Actualmente es una tecnología en desarrollo en varios países.
Ejemplos:
- 14-X , un motor scramjet actualmente en desarrollo por Brasil.[1][2]
- 3M22 Zircon (>1.000–1.500 km)  misil de crucero antibuque hipersónico.[3]
- ASN4G (Air-Sol Nucléaire de 4e Génération) , un misil de crucero hipersónico propulsado por scramjet que está siendo desarrollado por Francia[4][5]
- BrahMos-II (≈800–1.500 km) /, un misil hipersónico en desarrollo a partir de 2011 en India y Rusia.[6][7]
- FC/ASW (300 km)  (en desarrollo): concepto de misil de crucero hipersónico furtivo franco-británico.[8][9][10][11][12]
- HSTDV  - Demostración de scramjet hipersónico, un vehículo de transporte para misiles de crucero hipersónicos y de largo alcance está siendo desarrollado por la Organización de Investigación y Desarrollo de Defensa (DRDO).[13][14]
- Hyfly-2  - misil de crucero hipersónico lanzado desde el aire que se mostró por primera vez en Sea Air Space 2021, desarrollado por Boeing[15]
- Hypersonic Air-breathing Weapon Concept (HAWC, pronunciado Hawk)  - un misil de crucero lanzado desde el aire hipersónico propulsado por un scramjet sin ojiva que utiliza su propia energía cinética al impactar para destruir el objetivo, desarrollado por DARPA[16][17]
- Kh-90 (3.000–4.000 km) / - un misil de crucero aire-superficie hipersónico desarrollado en 1990 por la URSS y luego por Rusia. Este misil fue diseñado para navegar de Mach 4 a Mach 6, y finalmente pudo viajar a velocidades inferiores a Mach 10-15. Pero este sistema de misiles de crucero no entró en servicio.
- Hypersonic Air Launched Offensive Anti-Surface (HALO) - misil antibuque lanzado desde el aire bajo el programa Offensive Anti-Surface Warfare Increment 2 (OASuW Inc 2) para la Armada de los Estados Unidos[18][19]
- Hypersonic Attack Cruise Missile (HACM)  - planeado para su uso por la Fuerza Aérea de los Estados Unidos.[20][21]
- SCIFiRE / - El Experimento de Investigación de Vuelo Integrado de Southern Cross (SCIFiRE) es un programa conjunto entre el Departamento de Defensa de EE. UU . y el Departamento de Defensa de Australia para un misil con motor scramjet Mach 5.[22][23][24] En septiembre de 2021, el Departamento de Defensa de EE. UU. otorgó contratos de revisión de diseño preliminar a Boeing, Lockheed Martin y Raytheon Missiles & Defense.[25][26]

### Supersónico

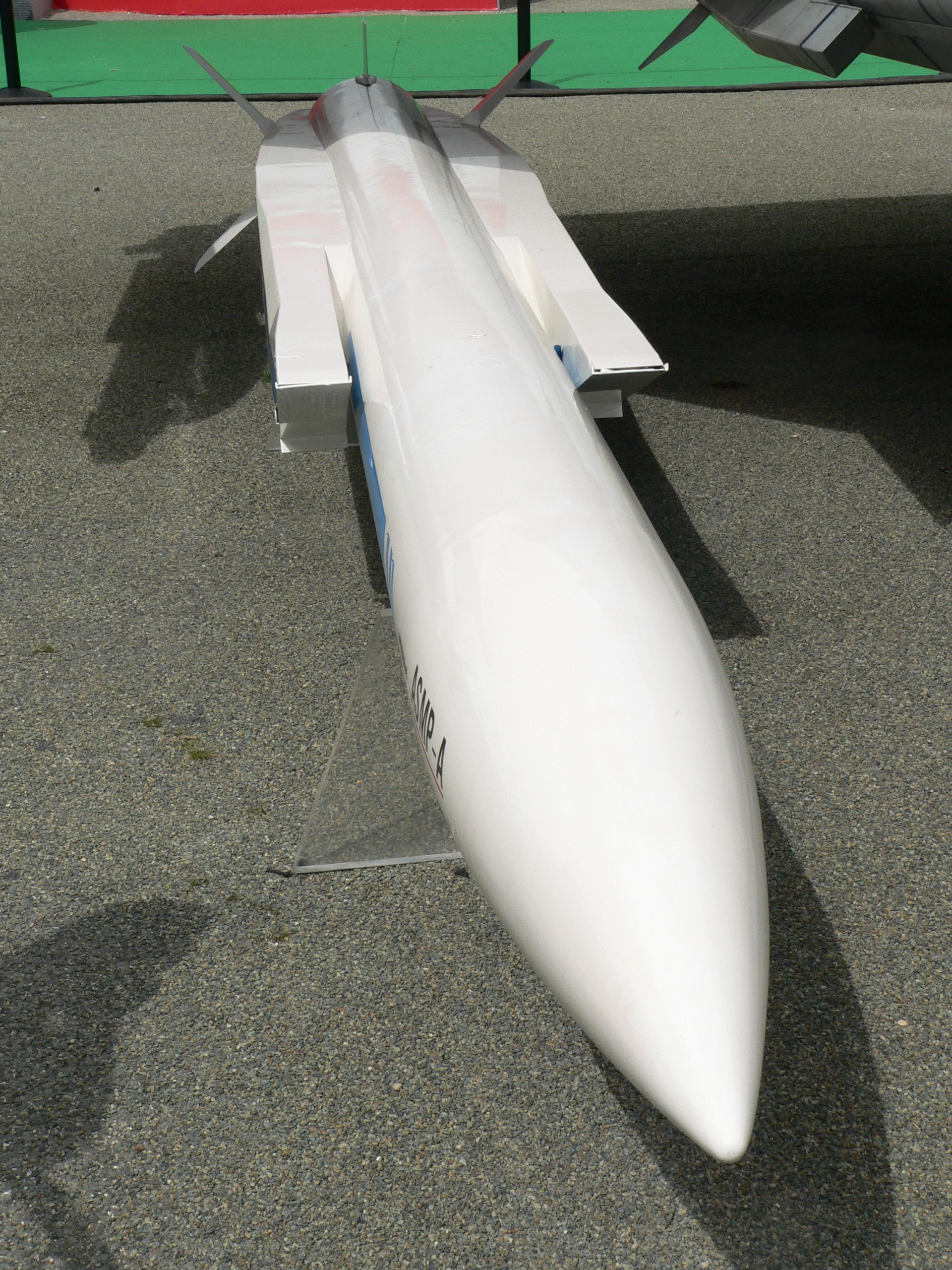
Air-Sol Moyenne Portée, un misil de crucero supersónico francés.

Estos misiles vuelan a una velocidad superior a la velocidad del sonido, usualmente usando motores del tipo estatorreactor. Normalmente su alcance está entre 100 y 500 km, pero puede ser mayor. Los sistemas de guía que utilizan son variados.
Ejemplos:
- 3M-54 Kalibr (alcance: más de 4.500 km, velocidad máxima: Mach 3)  Rusia (la variante "Sizzler" es capaz de alcanzar velocidades supersónicas)
- 3M-51 Alfa (250 km, Mach 2.5)  Rusia
- Air-Sol Moyenne Portée (300–500 km+, Mach 3)  Francia – misil nuclear supersónico de separación
- ASM-3 (400 km, Mach 3+)  Japón
- BrahMos (Bloque-I 290 km, Bloque-II 500 & Bloque-IIA 600 km, Mach 3.2) / India / Rusia – el único que completa la tríada de misiles de crucero tácticos[27][28][29]
- Blyskavka  Artem Luch Pivdenmash 100 – 370 km
- C-101 (50 km, Mach 2)  China
- C-301 (100+ km, Mach ) China
- C-803 (230 km, Mach 1.4) China – solo etapa terminal supersónica
- C-805  China
- CX-1 (280 km, Mach 3)  China
- CJ-100 / DF-100 (2000-3000 km, Mach 5)  China
- Hsiung Feng III (400 km, Mach 3.5)  Taiwán
- Hyunmoo-3 (1500 km, Mach 1.2)  Corea del Sur
- KD-88 (200 km, Mach 0.85)  China
- Kh-20 (380–600 km, Mach 2)  URSS
- Kh-31 (25–110 km, Mach 3.5)  Rusia
- Kh-32 (600–1.000 km, Mach 4.6)  Rusia
- Kh-80 (3.000–5.000 km, Mach 3) /
- P-270 Moskit (120–250 km, Mach 2-3) / URSS / Rusia
- P-500 Bazalt (550 km, Mach 3+) / URSS / Rusia
- P-700 Granit (625 km, Mach 2.5+) / URSS / Rusia
- P-800 Ónix / Kh-61 (600–800 km, Mach 2.6) / URSS / Rusia
- P-1000 Vulkan (800 km, Mach 3+) / URSS / Rusia
- YJ-12 (250–400 km, Mach 4)  China
- YJ-18 (220–540 km, Mach 3)  China
- YJ-91 (15-120 km, Mach 3.5)  China
- Yun Feng (1.200-2.000 km, Mach 3)  Taiwán
- SSM-N-9 Regulus II (1.852 km, Mach 2)  Estados Unidos

#### Supersónico de alcance intercontinental
Ejemplos:
- 9M730 Burevestnik (alcance ilimitado)  Rusia
- Burya (8.500 km)  URSS
- MKR (8.000 km)  URSS
- RSS-40 Buran (8.500 km)  URSS
- SLAM (cancelado en 1964)  Estados Unidos
- SM-62 Snark (10.200 km)  Estados Unidos
- SM-64 Navaho (cancelado en 1958)  Estados Unidos

### Subsónico de largo alcance

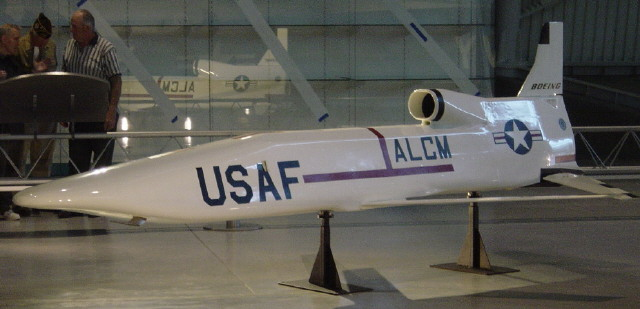
Un misil de largo alcance AGM-86 de la Fuerza Aérea de Estados Unidos.

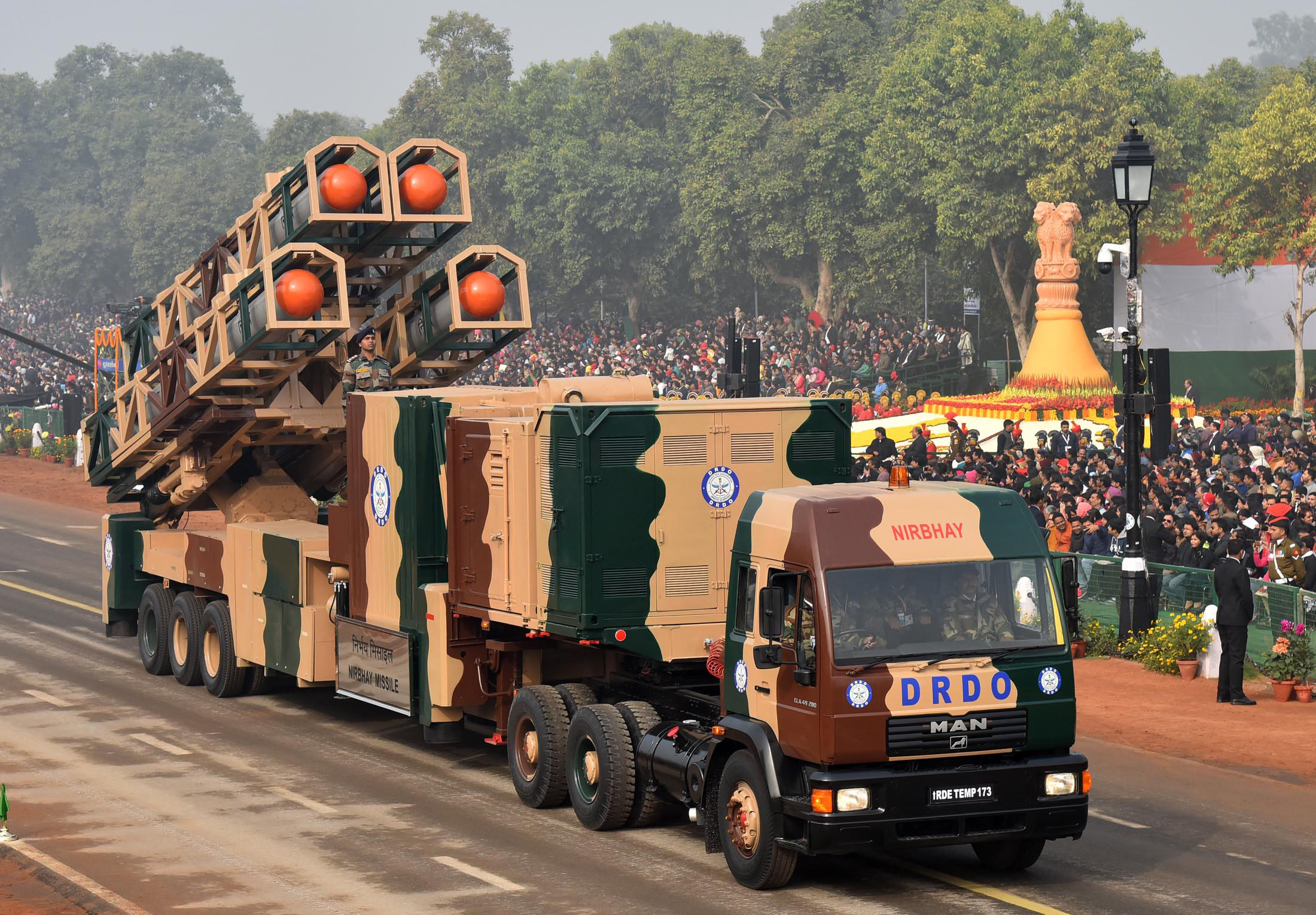
Misiles Nirbhay de la India montados en un lanzador sobre un camión.

Estados Unidos, Unión Soviética, Reino Unido, Pakistán, Turquía, Irán, China e India han desarrollado varios misiles de crucero de largo alcance. Estos misiles tienen un alcance de sobre 1000 km y vuelan a una velocidad de alrededor de 800 km/h. Normalmente tienen un peso de lanzamiento de alrededor 1500 kg y pueden estar equipados con una cabeza de guerra de tipo convencional o nuclear. Las primeras versiones de estos misiles usaban navegación inercial, pero versiones posteriores usan sistemas mucho más precisos tales como TERCOM y DSMAC. Las versiones más recientes también pueden usar navegación por satélite.
Ejemplos:
- 3M-54 Kalibr (más de 4.500 km)  Rusia
- AGM-86 ALCM (desde 1.100 a >2.400 km)  Estados Unidos
- AGM-129 ACM (desde 3.450 a 3.700 km)  Estados Unidos
- AGM-181 LRSO (>2500 km)  Estados Unidos
- BGM-109 Tomahawk (más de 1.700 km)  Estados Unidos
- BGM-109G Ground Launched Cruise Missile (2.500 km)  Estados Unidos
- Kh-55 (3.000 km) y Kh-65  Rusia
- Kh-101 (4.500–5.500 km)  Rusia
- Iskander-K (no menos de 3.500 km)  Rusia
- Hwasal-2  Corea del Norte > 2.000 km
- RK-55 (3.000 km)  URSS
- Nirbhay  India (más de 1.500 km)[30]
- Meshkat  Irán (alcance 2.000 km)[cita requerida]
- MdCN (>1.000 km)  Francia
- Soumar Irán (alcance alrededor de 2.000–3.000 km)
- Hoveyzeh  Irán (alcance 1.350 km)
- Quds 1  Yemen (hutíes)
- Hsiung Feng IIE  Taiwán
- Hyunmoo III  Corea del Sur (Hyunmoo IIIA-500 km, Hyunmoo IIIB-1000 km, Hyunmoo IIIC-1500 km)
- Type 12 SSM (1.500 km en desarrollo)  Japón
- MGM-13 Mace  Estados Unidos
- DF-10/CJ-10  China (CJ-10K - 1.500 km, CJ-20 - 2.000 km)
- Popeye Turbo SLCM  Israel
- GEZGİN (800-1.200 km)  Turquía[31]

### Subsónico de medio alcance

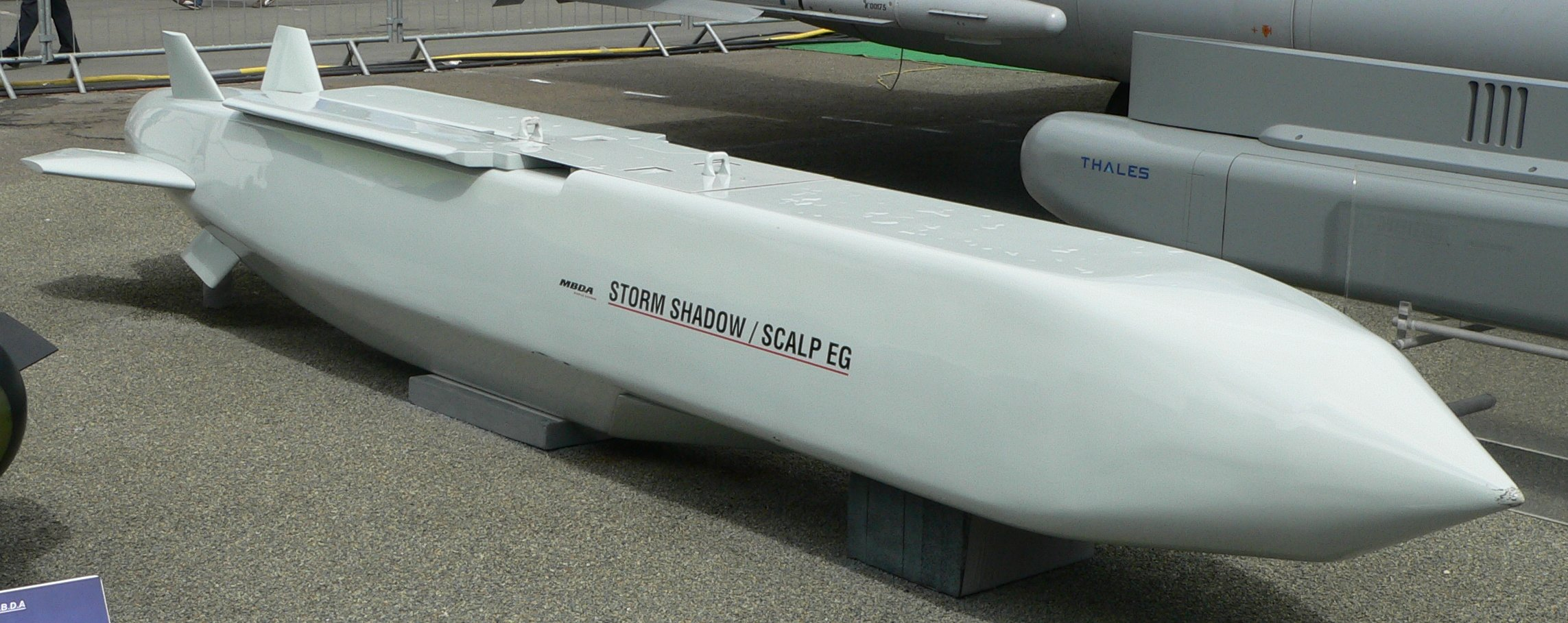
Un misil Storm Shadow (Reino Unido / Francia / Italia).

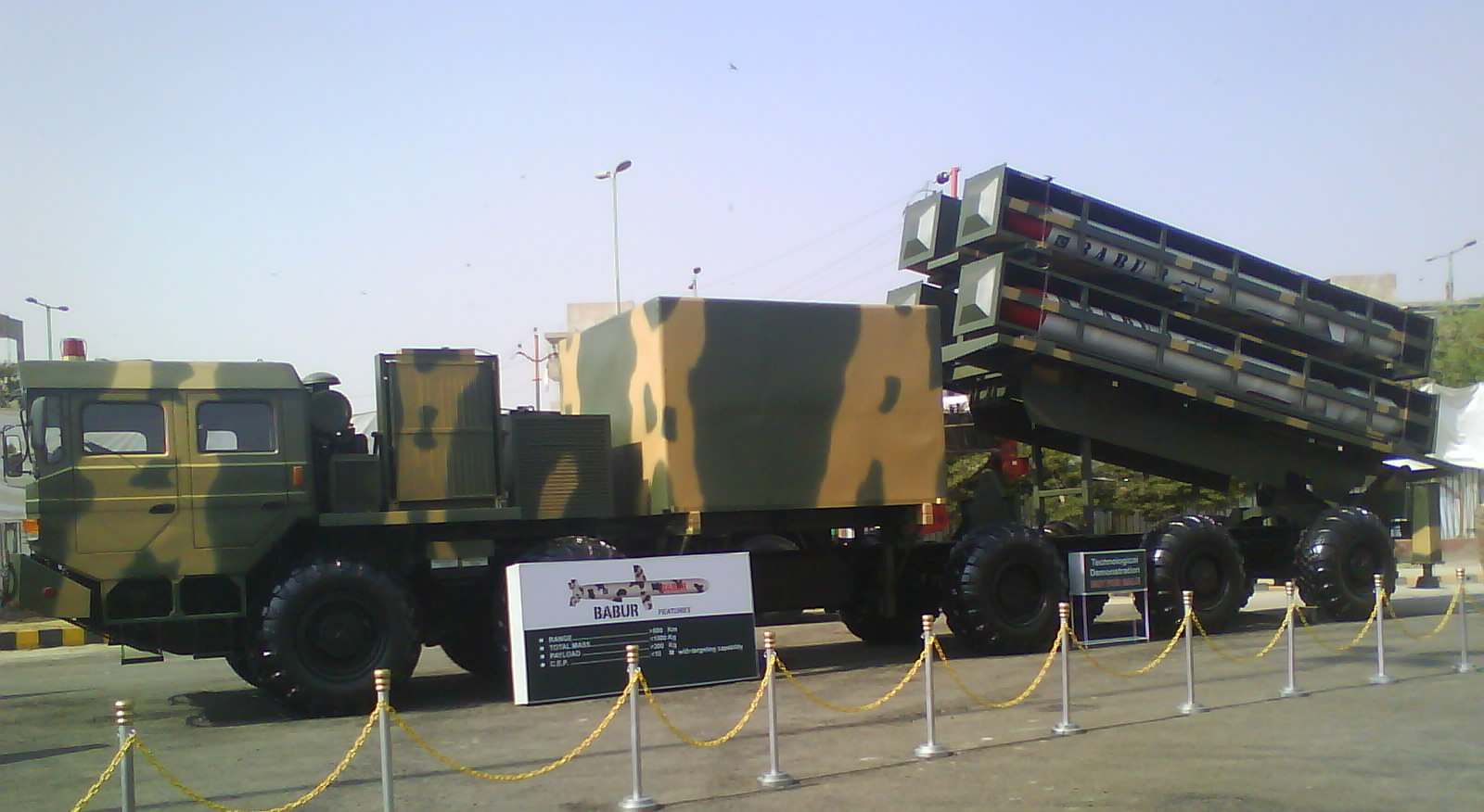
Un lanzador de misiles de crucero paquistaní Babur

Estos misiles son de aproximadamente del mismo tamaño y peso y vuelan a velocidades similares que los misiles subsónicos de largo alcance, pero el alcance es de menos de 1000 km. Los sistemas de guía son de variados tipos.
Ejemplos:
- AGM-158 JASSM (370–1.900 km)  Estados Unidos
- AGM-158C LRASM (370 km+-560 km+)  Estados Unidos
- Babur misil 1, 1A, 1B, 2, 3 (450-600 km) Pakistán (300 km)
- Harbah (250–450 km)  Pakistán
- Hatf-VIII / Ra'ad Mark-2 ALCM (400 km)  Pakistán
- Hsiung Feng IIE (600-2.000 km)  Taiwán
- Hyunmoo-3 (a menos de 1500 km)  Corea del Sur
- Type 12 SSM (a menos de 1000 km en desarrollo)  Japón
- KD-63  China
- Taurus KEPD 350 (500+ km) // Alemania / Suecia / España
- Kh-50 (Kh-SD) y Kh-101 Kh-65 variantes  Rusia
- MGM-1 Matador (700 km)  Estados Unidos
- Ra'ad ALCM (350 km)  Pakistán
- Raad  Irán (360 km)
- SOM (SOM B Bloque I)  Turquía (350 km autonomía en producción en serie, 500 km + autonomía en desarrollo) – versiones de 500 km, 1.500 km y 2.500 km[32][33][34]
- SSM-N-8A Regulus (926 km)  Estados Unidos
- P-5 Pyatyorka (450–750 km)   Rusia,  Corea del Norte
- Storm Shadow / SCALP-EG (560 km, Mach 0.65) / Francia/Reino Unido
- Ya-Ali (700 km)  Irán
- Zarb (320 km)  Pakistán

### Subsónico de corto alcance

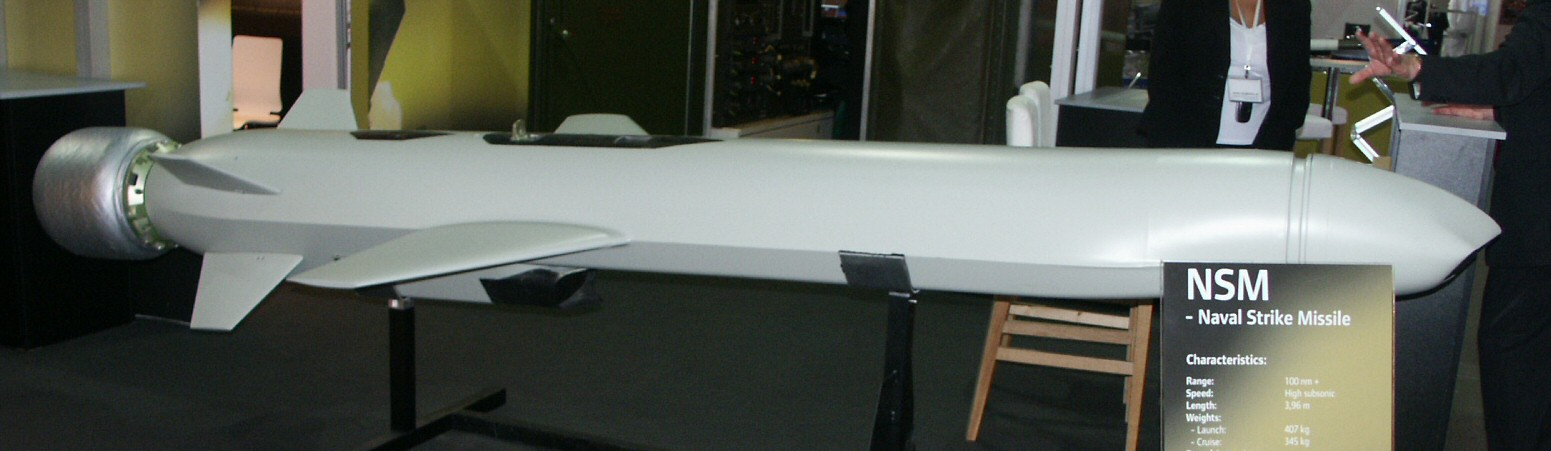
Un Naval Strike Missile de la Armada Noruega

Estos son misiles subsónicos que pesan alrededor de 500 kilogramos (1.102 lb) y tienen un alcance de hasta 300 km (190 mi).
Ejemplos:
- Apache (100–140 km)  Francia
- AV-TM 300 (300 km)  Brasil
- MICLA-BR (300 km)  Brasil[35]
- Hyunmoo-3 (sobre 300 km)  Corea del Sur
- SSM-700K C-Star (180+ km)  Corea del Sur
- Kh-35 (130–300 km)  Rusia, KN-19 Ks3/4  Corea del Norte
- Kh-59 (115–550 km)  Rusia
- P-15 (40–80 km)  Rusia, KN-1  Corea del Norte
- Nasr-1  Irán
- Zafar (25 km)  Irán
- Noor  Irán
- Qader  Irán
- Paveh (1650 km)  Irán
- Naval Strike Missile (185–555 km)  Noruega
- RBS-15  Suecia
- Korshun  un derivado local de Kh-55 y RK-55, fabricado por Artem Luch Vizar (ZhMZ), KhAZ, Yuzhnoe Pivdenmash, impulsado por un misil AI Progress Motor Sich MS-400 como Neptuno y el mismo diseñador de constructores.
- Neptuno  Ucrania[36]
- V-1 (250 km)  Alemania Nazi

- Hsiung Feng II  Taiwán
- Wan Chien  Taiwán
- VCM-01  Vietnam 100–300 km

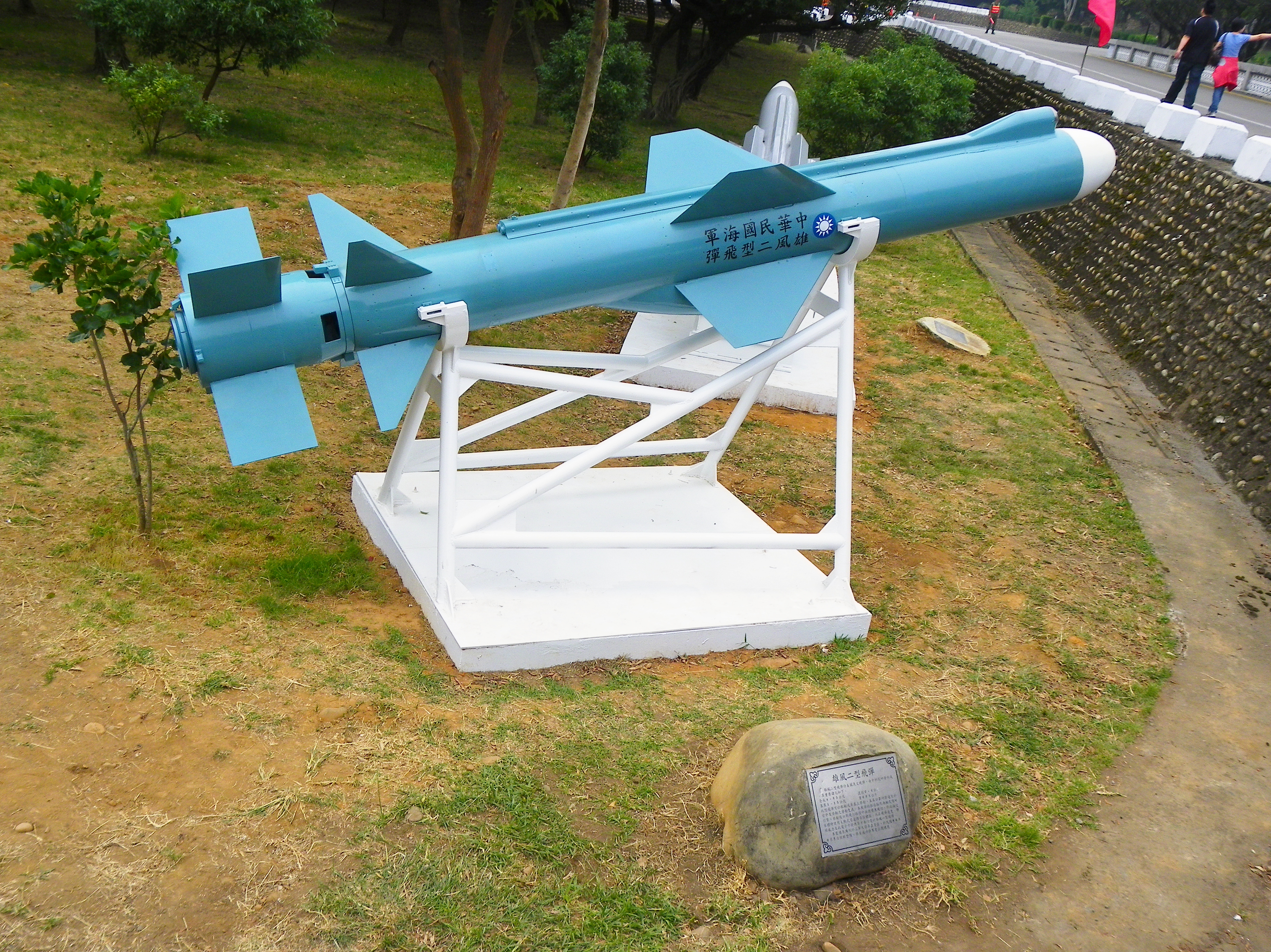
Misil antibuque taiwanés Hsiung Feng II

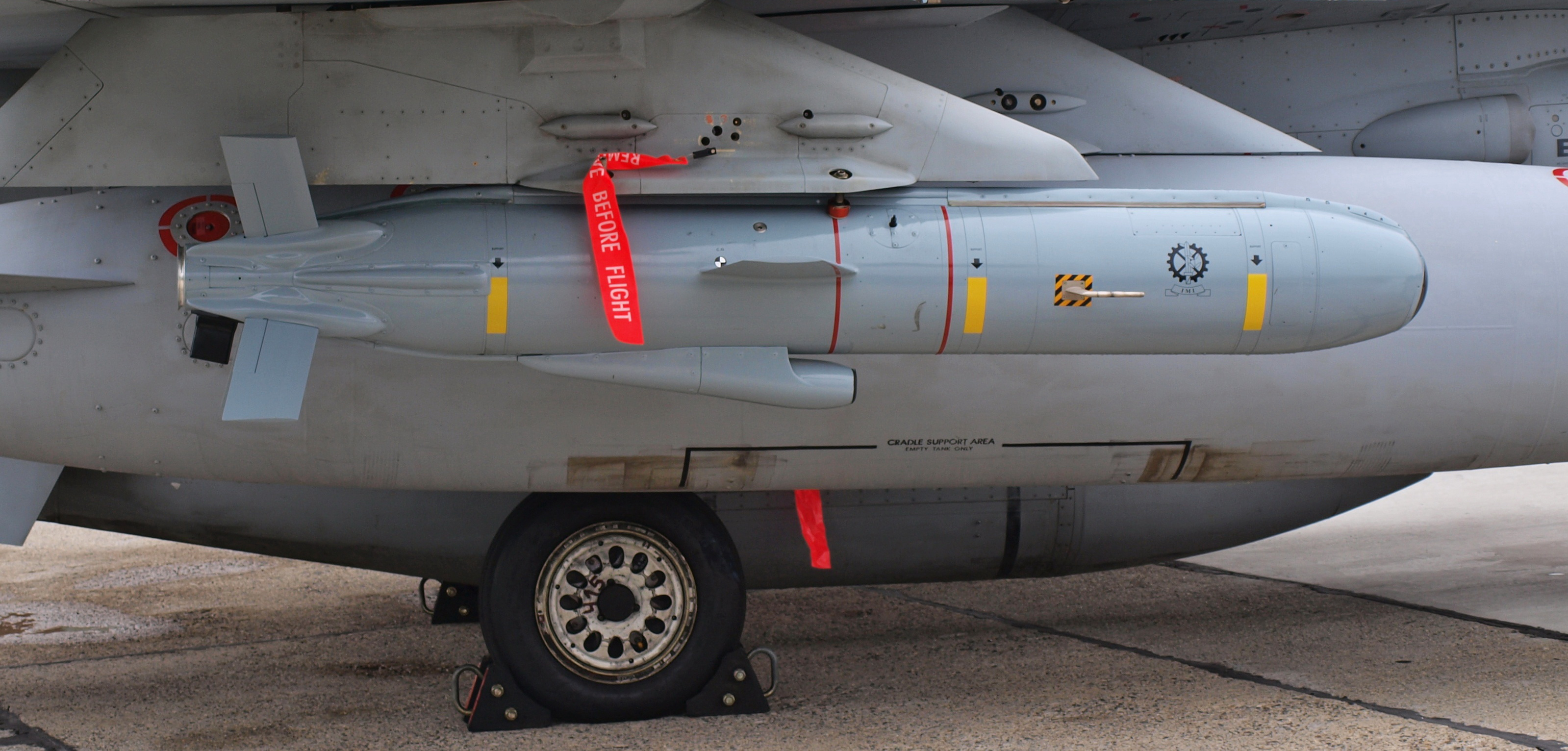
Misil Delilah israelí

- Aist  Bielorrusia 100 200 – 300 km
- Marte ER 100+ km  Italia

Sea Killer variante de exportación  Italia
- Otomat (180 km) / Francia / Italia

Otomat Mk2 E / Teseo Mk2/E  360 km nuevo turbofan
- C-801 (40 km)  China
- C-802 (120–230 km)  China
- C-803  China
- C-805  China
- C-602  China
- CM-602G  China
- Delilah (250 km)  Israel
- Gabriel IV (200 km)  Israel
- Popeye turbo ALCM (78 km)  Israel
- RGM-84 Harpoon (124–310 km)  Estados Unidos
- AGM-84E Standoff Land Attack Missile (110 km)  Estados Unidos
- AGM-84H/K SLAM-ER (270 km)  Estados Unidos
- Silkworm (100–500 km)  China
- SOM  Turquía[37][38]
- Atmaca  Turquía
- Çakır  Turquía

## Versiones con ojivas nucleares

### China
China tiene un misil de crucero de ataque terrestre CJ-10 que es capaz de transportar una ojiva nuclear. Además, China parece haber probado un misil de crucero hipersónico en agosto de 2021, afirmación que niega.

### Estados Unidos

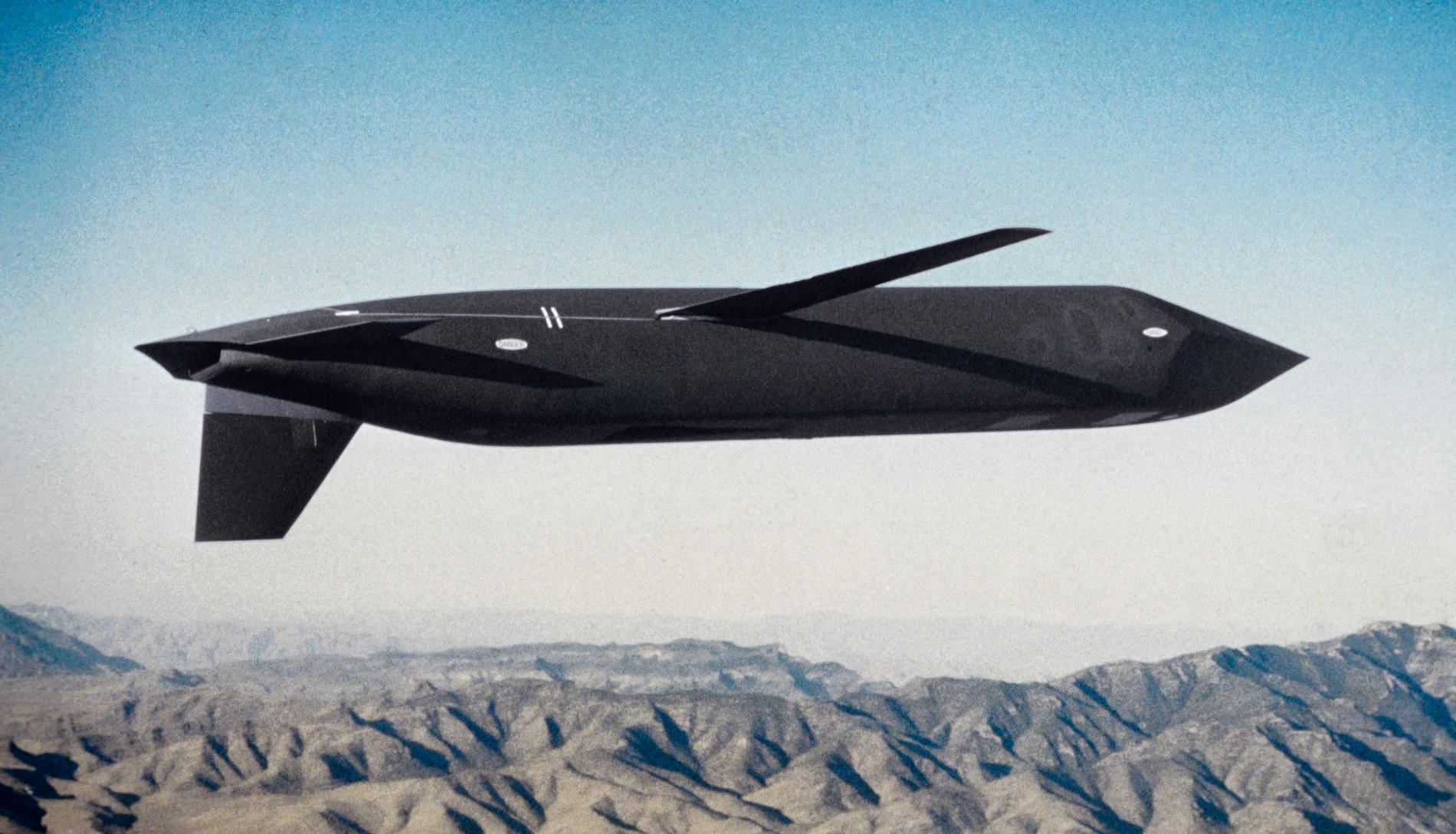
Un AGM-129 ACM de la Fuerza Aérea de los Estados Unidos

Estados Unidos ha desplegado nueve modelos de misiles de crucero nucleares en un momento u otro.
- Misil lanzado desde tierra MGM-1 Matador, fuera de servicio
- Misil lanzado desde tierra MGM-13 Mace, fuera de servicio
- Misil lanzado desde submarino SSM-N-8A Regulus, fuera de servicio
- Misil lanzado desde tierra SM-62 Snark, fuera de servicio
- Misil lanzado desde el aire AGM-28 Hound Dog, fuera de servicio
- Misil de crucero lanzado desde tierra BGM-109G, fuera de servicio
- Misil de crucero lanzado desde el aire AGM-86 ALCM, 350 a 550 misiles y ojivas W80 todavía en servicio
- Misil de crucero BGM-109 Tomahawk en modelos lanzados desde un submarino nuclear, un barco de superficie y desde tierra, modelos nucleares fuera de servicio pero ojivas mantenidas en reserva.
- Misil lanzado desde el aire AGM-129 ACM, fuera de servicio[41]

### Francia
Las fuerzas nucleares francesas Force de Frappe incluyen bombarderos terrestres y marítimos con misiles de crucero nucleares de medio alcance y alta velocidad Air-Sol Moyenne Portée (ASMP). Hay dos modelos en uso, ASMP y un ASMP-Ameliorer Plus (ASMP-A) más nuevo, que se desarrolló en 1999. Se estima que se produjeron entre 40 y 50.

### India
En 2017, India probó con éxito en vuelo su misil de crucero de ataque terrestre Nirbhay ("Fearless") autóctono, que puede lanzar ojivas nucleares a un rango de ataque de 1.000 km. Nirbhay había sido probado en vuelo con éxito.

### Israel
Según los informes, las Fuerzas de Defensa de Israel despliegan el Popeye Turbo ALCM de alcance medio lanzado desde el aire y el misil de crucero de alcance medio-largo Popeye Turbo SLCM con ojivas nucleares en submarinos de clase Dolphin.

### Pakistán
Pakistán tiene actualmente cuatro sistemas de misiles de crucero: el Ra'ad lanzado desde el aire y su versión mejorada Ra'ad II ; el suelo y bajo el agua lanzó Babur; Misiles Harbah lanzados desde barcos y misiles Zarb lanzados desde la superficie. Ambos, Ra'ad y Babur , pueden transportar ojivas nucleares entre 10 y 25 kt, y lanzarlas a objetivos en un rango de hasta 300 km (190 mi) y 450 km (280 mi) respectivamente. Babur ha estado en servicio con el ejército de Pakistán desde 2010.

### Rusia

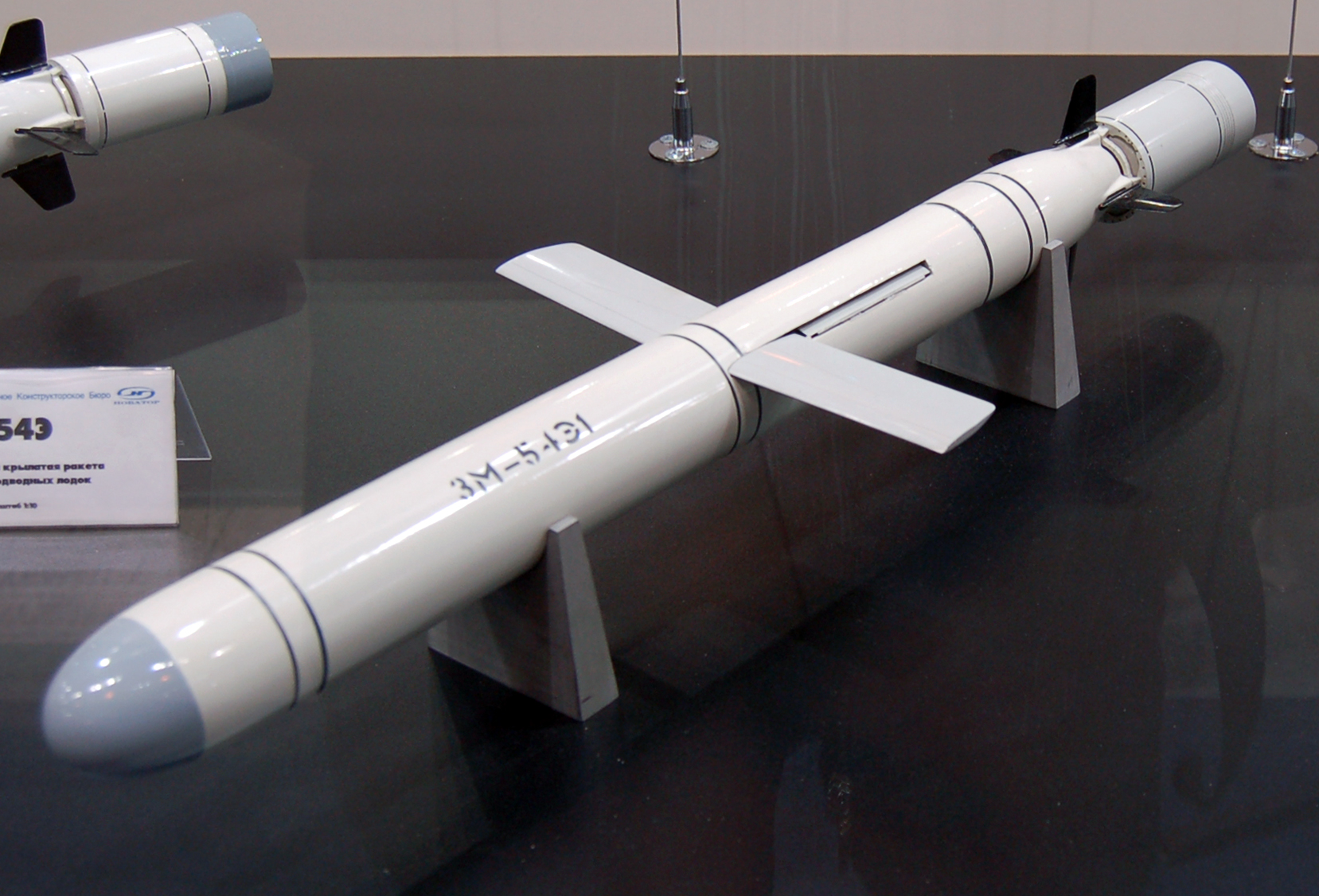
Variante de exportación del misil Kalibr

Rusia tiene misiles de crucero Kh-55SM, con un alcance similar al alcance de 3000 km del AGM-129 de los Estados Unidos , pero pueden transportar una ojiva más poderosa de 200 kt. Están equipados con un sistema TERCOM que les permite navegar a una altitud inferior a 110 metros a velocidades subsónicas mientras obtienen una precisión CEP de 15 metros con un sistema de navegación inercial . Se lanzan desde el aire desde Tupolev Tu-95, Tupolev Tu-22M o Tupolev Tu-160, cada uno capaz de transportar 16 para el Tu-95, 12 para el Tu-160 y 4 para el Tu-22M. una versión de sigilo del misil, el Kh-101 está en desarrollo. Tiene cualidades similares al Kh-55, excepto que su alcance se ha ampliado a 5.000 km, está equipado con una ojiva convencional de 1.000 kg y tiene características de sigilo que reducen su probabilidad de intercepción.
Después del colapso de la Unión Soviética, el misil de crucero desarrollado más recientemente fue el misil Kalibr, que entró en producción a principios de la década de 1990 y se incorporó oficialmente al arsenal ruso en 1994. Sin embargo, solo vio su debut en combate el 7 de octubre de 2015, en Siria como parte de la campaña militar rusa en Siria. El misil se ha utilizado 14 veces más en operaciones de combate en Siria desde su debut.
A fines de la década de 1950 y principios de la de 1960, la Unión Soviética intentaba desarrollar misiles de crucero. En este corto período de tiempo, la Unión Soviética estaba trabajando en casi diez tipos diferentes de misiles de crucero. Sin embargo, debido a los recursos, la mayoría de los tipos iniciales de misiles de crucero desarrollados por la Unión Soviética fueron misiles de crucero lanzados desde el mar o misiles de crucero lanzados desde submarinos (SLCM). El misil de crucero SS-N-1 fue desarrollado para tener diferentes configuraciones para ser disparado desde un submarino o un barco. Sin embargo, a medida que pasaba el tiempo, la Unión Soviética también comenzó a trabajar en misiles de crucero lanzados desde el aire (ALCM). Estos misiles ACLM generalmente se lanzaban a través de bombarderos designados como "Blinders" o "Backfire". Los misiles en esta configuración se llamaron AS-1 y AS-2 con eventuales nuevas variantes con más tiempo de desarrollo. El objetivo principal de los misiles de crucero con base soviética era tener mecanismos de defensa y ofensivos contra los barcos enemigos; en otras palabras, la mayoría de los misiles de crucero soviéticos eran misiles antibuque. En la década de 1980, la Unión Soviética había desarrollado un arsenal de misiles de crucero cerca de 600 plataformas que consistían en sistemas de entrega por tierra, mar y aire.